# Cave (Nowa Zelandia)
Cave – miasto w Nowej Zelandii, na Wyspie Południowej, w regionie Canterbury.